# Tom Lavery
Thomas Patrick Lavery (ur. 18 grudnia 1911 w Crowden Beatcross w Wielkiej Brytanii, zm. 7 lutego 1987 w Germiston) – południowoafrykański lekkoatleta, płotkarz, dwukrotny medalista igrzysk Imperium Brytyjskiego.
Odpadł w półfinale biegu na 110 metrów przez płotki oraz w eliminacjach biegu sztafetowego 4 × 100 metrów na igrzyskach olimpijskich w 1936 w Berlinie.
Zwyciężył w biegu na 120 jardów przez płotki na oraz zajął 4. miejsce w biegu na 100 jardów na igrzyskach Imperium Brytyjskiego w 1938 w Sydney. Na kolejnych igrzyskach Imperium Brytyjskiego w 1950 w Auckland zdobył brązowy medal w biegu na 120 jardów przez płotki, przegrywając tylko z Australijczykami Peterem Gardnerem i Rayem Weinbergiem. Miał wówczas 38 lat.
Trzykrotnie poprawiał rekord Południowej Afryki w biegu na 110 metrów przez płotki do czasu 14,0 s uzyskanego 12 lutego 1938 w Sydney (rekord ten przetrwał do 1958), a raz w sztafecie 4 × 100 metrów wynikiem 41,7 s, osiągniętym 8 sierpnia 1936 w Berlinie (został poprawiony w 1955).